# Пипин I (Аквитания)
Вижте пояснителната страница за други личности с името Пипин.
Пипин I (Pippin I.; Pépin; * 797; † 13 ноември, по други източници 13 декември 838, Поатие) е крал на Аквитания от 817 до 838 г. Произлиза от династията Каролинги. Той не трябва да се бърка с неговия прародител Пипин I Старши († 639/640).

## Биография
Пипин е вторият син на император Лудвиг Благочестиви (781 – 817) от първия му брак с Ирмингарда. Брат е на Лотар I, Ротруда, Берта, Хилдегарда и Лудвиг Немски.
През август 814 г. Пипин I получава от баща си частта от франкското Кралство Аквитания. През 822 г. той се жени за Рингарт (Хрингард) или Ингелтруд, дъщеря на граф Теудберт от Madrie, с която има двама сина, Пипин II, който става негов наследник в Аквитания и Карл (* 825/830, † 4 юни 863), който става на 8 март 856 г. архиепископ на Майнц, и вероятно на Берта (?-874) и още една дъщеря.
През 829 г. баща му определя сина си от втория му брак Карл II Плешиви (* 823 г.) за dux Alemanniae (херцог на Алемания) и му дава част от кралството, което би трябвало да наследят другите му по-стари синове. През 830 г. той се съпротивлява на съвета на неговия съветник Беренгар от Тулуза и се навдига срещу баща си заедно с братята си Лотар I и Лудвиг Немски и подкрепата на Бернхард от Септимания. Губи битката с императорската войска през 832 г. при Лимож и е заточен в Трир. Успява да избяга през 833 г. и се присъединява към въстанието в Люгенфелд, което води до сваляне на баща му от трона на 30 юни 833 г.
Държанието на големия му брат Лотар кара Пипин да се присъедини към групата, която иска да постави баща му отново на трона, което и успява на 1 март 834 г.
Пипин умира след почти пет години през 838 г. и е погребан в манастира Sainte-Croix в Поатие. След неговата смърт на трона се възкачват синът му Пипин II, който управлява до 864 г. заедно с чичо си Карл II Плешиви (838 – 855).